# Torsten Bunke
Torsten Vilhelm Bunke est un joueur de football suédois né le 26 septembre 1908 à Visby et mort le 2 mai 1987 à Brunnby. Il évoluait au poste d'attaquant.

## Biographie

### Carrière en club
Lors de sa première saison avec le Hälsingborgs IF, en 1932-1933, Bunke termine meilleur buteur du championnat suédois avec 21 buts.

### Carrière internationale
Torsten Bunke joue deux matchs avec l'équipe de Suède de football en 1933. Il inscrit le quatrième but de son équipe contre l'Estonie lors d'une rencontre comptant pour les tours préliminaires à la Coupe du monde de football 1934, le 11 juin 1933 à Oslo (score final : 6-2).